# Sandra Minnert
Sandra Minnert (Gedern, 7 de abril de 1973) é uma futebolista alemã. Foi medalhista olímpica pela seleção de seu país.

## Carreira
Sandra Minnert representou a Seleção Alemã de Futebol Feminino, nas Olimpíadas de 1996, 2000 e 2004. 